# Matang Mane
Matang Mane is een bestuurslaag in het regentschap Aceh Utara van de provincie Atjeh, Indonesië. Matang Mane telt 776 inwoners (volkstelling 2010).